# Луїза Савойська
Луїза Савойська (фр. Louise de Savoie; 11 вересня 1476 — 22 вересня 1531) — принцеса Савойська, мати французького короля Франциска I, яка грала ключову роль в події його царювання. Крім Франциска, у неї була донька — письменниця Маргарита Наваррська. Була двічі регентом Франції.

## Біографія
Луїза народилася в родині герцога савойського Філіпа Безземельного і Маргарити де Бурбон — дочки Карла I де Бурбона від шлюбу з Агнесою Бургундською, дочкою герцога Бургундського Жана Безстрашного.
Виховувалася при дворі двоюрідної сестри, Анни де Боже. Там вона здружилася з Маргаритою Австрійською, що, як наречена дофіна, жила при французькому дворі. Згодом їх дружба допомогла примирити Іспанію та Францію та укласти в 1559 році Като-Камбрезький мирний договір.
В 12 років її видали заміж за Карла Ангулемського з Орлеанської гілки правлячого дому Валуа. Першу дитину Луїза народила 11 квітня 1492, у віці 15 років, а через два роки Луїза народила сина майбутнього короля Франції Франциска I. У 19 років вона стала вдовою і протягом решти життя носила чорну сукню.
Луїза Савойська була неофіційною главою уряду на початку правління сина, в 1515—1525 роках, і офіційною регенткою в роки іспанського полону Франциска після битви при Павії. Вона оточила себе італійцями і поселила при дворі своїх братів — Рене і Філіпа (від останнього походить Савойско-Немурский дім). Вона проводила політику сімейних союзів, яку згодом без особливого успіху спробує продовжити Катерина Медічі. Як приклад, Луїза організувала шлюб своєї сестри Філіберти з флорентійським правителем Джуліано Медічі.
У 1523 року вона запропонувала свою руку щойно овдовілому герцогу Карлу Бурбону і, отримавши відмову, разом з новоявленим фаворитом Боніве стала переслідувати його, прикриваючись сумнівними правами своєї матері на спадщину Бурбонів, чим і сприяла зраді герцога і конфіскації його володінь. Після цього в її руках зосередився величезний феодальний домен, що включав в себе Бурбонне, Божоле, Овернь, Марш, Ангумуа, Мен і Анжу. Герцогством Немур вона поступилася брату Філіпу.
Після смерті Луїзи Савойської (за легендою, вона померла від страху перед кометою) її син, французький монарх, пред'явив свої претензії на савойський трон герцогу Карлу III (1504–1553), який доводився йому дядьком. Відновивши Італійські війни у 1538 році французькі війська окупували Савою і майже весь П'ємонт. Французи міцно закріпились в завойованих землях і тільки в 1559-му згідно Като-Камбрезькій мирній угоді були змушені повернути їх синові Карла III, Еммануїлу Філіберту (1553–1580).

## Родина
Чоловік —  Карл V, граф Ангулемський
Діти:
- Маргарита I (1492—1549) — герцогиня Беррі
- Франциск I (1494—1547) — король Франції

## Спадок

### В літературі
- Le Désastre de Pavie de Jean Giono, 1963 ;
- Les ateliers de Dame Alix de Jocelyne Godard[fr], 2009.

### В музиці
- La lingua profetica del Taumaturgo di Paola de Giacomo Antonio Perti[fr], 1700.

### В містах
Кілька вулиць французьких міст названі в її честь: Пон-д'Ен, Коньяк (Шаранта), Лонзак, Ла-Віль-о-Дам, Шамбері, Роморантен-Лантене.